# نبرد شوشی
نبرد شوشی یا تصرف شوشی (به انگلیسی: Capture of Shusha)، نبردی است که در ۸ و ۹ مه ۱۹۹۲ میلادی در شهر مهم و استراتژیک شوشی در جمهوری آرتساخ بین نیروهای ارمنی و آذربایجانی صورت گرفت.

## پیش زمینه
توسط نیروهای مسلح جمهوری آذربایجان یک ماه طول کشید و اهداف غیرنظامی این شهر، پایتختِ جمهوری قره‌باغ کوهستانی، (نیز در سال ۱۹۹۱ و ۱۹۹۲ میلادی)، به صورت عمدی بمباران شد. این عملیات جنگی باعث تخریب وسیع و مرگ بسیاری از غیرنظامی‌های ارمنی شهر شد.
بر اساس گزارش‌های دیدبان حقوق بشر، نیروهای آذربایجانی و ارمنی به بمباران شهرها و روستاها دست زدند، و از گلوله‌باران در عملیات استفاده کردند. دیده‌بان حقوق بشر گزارش کرد که شهرهای خوجالی و شوشی پایگاه‌های اصلی بودند که نیروهای مسلح جمهوری آذربایجان برای بمباران استپاناکرت استفاده کردند. گلوله‌باران کور، تیراندازی توسط تک تیراندازها و حملات هوایی، صدها غیرنظامی را کشت و معلول کرد، خانه‌ها، بیمارستان‌ها، کودکستان‌ها، و مناطق دیگری که از لحاظ قانونی جزء اهداف نظامی محسوب نمی‌شوند ویران شد، و در کل جمعیت غیرنظامی در وحشت زندگی می‌کردند. بر اساس گفتهٔ مموریال (جامعه)، نواحی مسکونی استپاناکرت و شوشی با استفاده از توپخانه و راکت اندازها مدام گلوله‌باران شدند. میزانِ تخریب و تلفات در استپاناکرت بیشتر از شوشی بود. علت این موضوع شاید، ارتفاع کم استپاناکرت و شدت بسیار بیشتر گلوله‌باران نسبت به شوشی بود، زیرا آذربایجان به مخزن مهمات اتحاد جماهیر در شهر آغدام و دیگر مناطق دست یافت که بیش از ۱۱۰۰۰ واگن پر از راکت (از جمله راکت‌های مخصوصِ ب‌ام-۲۱ گراد) بود.
در ۸ و ۹ می ۱۹۹۲، بمباران کور مناطق غیرنظامی بعد از فتح شوشی توسط واحدهای ارتش ارمنستان پایان یافت.

## نبرد شوشی
نبرد شوشی، برنامه‌ریزی برای عملیات نظامی تحت نظرِ ژنرال گورگن دالیبالتایان و با راهنمایی آرکادی تر-تادئوسیان صورت گرفت. تمام عوامل نظامی به نفعِ ارتش آذربایجان بود. آذری‌ها از لحاظ میزان و کیفیت تجهیزات نظامی برتری داشتند. آن‌ها برتری نفری داشتند، و در ارتفاع بالاتری واقع بودند، و به علت موقعیت راهبردی شوشی، می‌توانستند به راحتی از این شهر دفاع کنند؛ بنابراین، دالیبالتایان حملهٔ مستقیم توسط ارمنی‌ها را شدنی نمی‌دانست. علاوه بر این، بر اساس کنوانسیون‌ها و شیوه‌های نظامی، برای موفقیت عملیات، حتی وقتی طرف مهاجم در بلندی واقع است، تعداد نفرات مهاجم باید حداقل ۳ تا ۴ برابر بیشتر از مدافع باشد، درحالی‌که، یگان‌های نیروهای نظامی ارمنی قره‌باغ در آن زمان چنین توان انسانی نداشتند. در مقابل، آرکادی تر-تادئوسیان، که پیشروی نیروها به شوشی را رهبری می‌کرد، راهبردِ چند حملهٔ انحرافی به روستاهای مجاور را اتخاذ کرد تا مدافعان را از شهر بیرون بکشاند.
در این میان، نیروها شهر را محاصره می‌کردند و مانع تقویت نیروی دفاعی شهر می‌شدند.
- آرایش نبرد

بعد از نهایی شدن اطلاعات مربوط به مکان، موقعیت و تعداد نیروهای دشمن، طرح حمله در مارس و آوریل ۱۹۹۲ تهیه شد. به دستورِ «ال. مارتیروسوف»، نمونه‌ای از منطقهٔ شوشی ساخته شد، تا فرماندهان اقدامات و دستورهای خود را مشخص کنند. این طرح بسیار محرمانه بود. در ۲۸ آوریل، مسیرهای اصلی عملیات، فرماندهان، منابع در دسترس نهایی و تعریف شد.
آرایش نظامی برای تصرفِ شوشی در ۴ می ۱۹۹۲ با جزئیات زیر امضاء شد:
دشمن موقعیت اطراف شوشی را به شرح زیر در اختیار دارد
- در ارتفاعات شوشی با ۱۲۰۰ نفر
- در زارسلو، حدود ۱۰۰ نفر
- در لیساگور، حدود ۳۰۰ تا ۳۵۰ نفر
- در کسالار، حدود ۳۰۰ نفر

هدف مان این است که:
- دشمن را در (لیساگور، زارالو، جانسان، کارگیاف) شکست دهیم
- در نزدیکی‌های شوشی بر دشمن غلبه کنیم تا کنترل شوشی را در دست بگیریم و شهر را از دستِ سبزها (اسم رمزِ دشمن) نجات دهیم
- به سمت بردادزور پیشروی کنیم و منطقهٔ بردادزور را از دست سبزها آزاد سازیم
- دشمن نیروهای خود را در کسالار، لیساگور، زارسلو، و اطراف شوشی، مستقر، و کل شهر را محاصره کرده‌است. شیوهٔ شکست دشمن گرفتنِ نقطهٔ مرتفع (N) و تصرف آن موقعیت است.

بعد از سازماندهی مجدد نیروها برای پیشروی به سمت لیساگور و زارسلو و شروع حملهٔ فوری از چهار جهت:
- الف: مسیر شوش/شرق، فرمانده: ای. کاراپتیان
- ب: مسیرِ «۲۶»، شمال، فرمانده: وی. چیتچیان
- ج: مسیر لاچین/جنوب، فرمانده:سامول بابایان
- د: مسیر کسلر/ شمال شرق، فرمانده: سیران اوهانیان
- فرماندهٔ نیروهای ذخیره:ی. هواناسیان

هدف نهایی شکست دشمن در سه مرز شوشی، و سپس نابودی دشمن و آزادسازی شوشی است.
پیش از حمله علیه دژ شوشی، نیروهای آرکادی تر-تادئوسیان به مدت چند هفته به منظور «تضعیف» دفاع شهر، گلوله‌باران توپخانه‌ای را انجام دادند. از اواخر فوریه، ارتش آذربایجان مرزهای شوشی را تقویت کرد و به شهر مهمات فرستاد، و به منظور تخلیهٔ جمعیت غیرنظامی، از بالگرد استفاده کرد. حمله در ۴ مه شروع شد، اما به دلایل گوناگون (کمبود مهمات، شرایط آب و هوایی نامساعد و غیره) به تأخیر افتاد. در ۸ مه، نیروهای مسلح ارمنستان تقریباً ۱۰۰۰ نفر را برای حمله به شوشی گرد هم آورده بودند.
- حمله

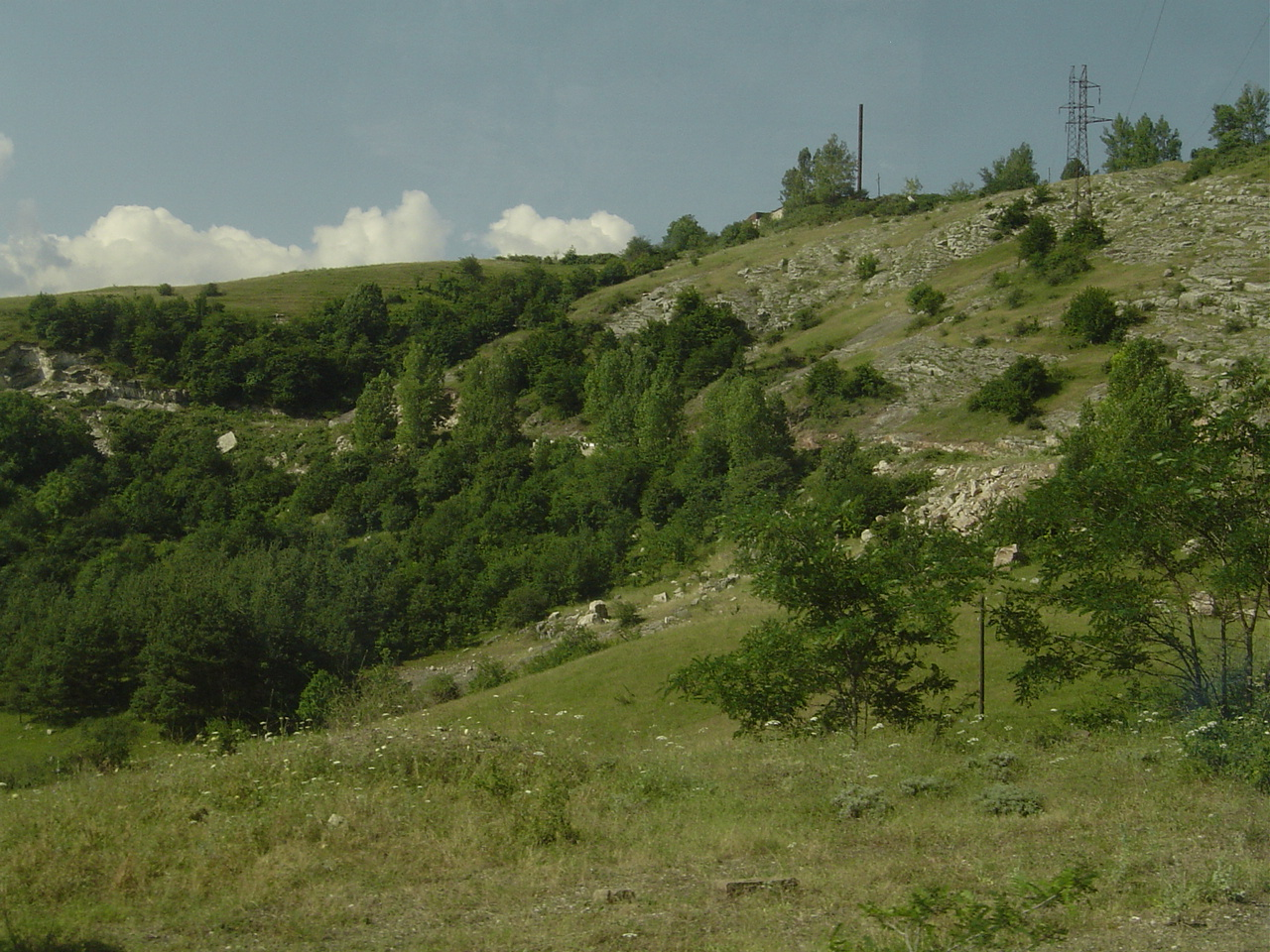
مکان رویارویی تانک ارمنی «گاگیگ آوشاریان» و تانک آذری

در سپیده دم ۸ مه، آرکادی تر تادووسیان نیروهای خود را از جهات مختلف روانهٔ حمله به شوشی کرد، چون دفاع از مرز شوشی با استپاناکرت از همه ساده‌تر بود، او از کناره‌ها و از پشت به شهر حمله کرد. نیروها به ۵ گروهان تقسیم شد، ۴ گروهان (تحت فرماندهی آرکادی کاراپتیان، والری چچیان، سامول بابایان، و سیران اوهانیان) از جهات مختلف به شهر حمله کردند، و گروه پنجم (تحت فرماندهی یورا اُونسیان) به عنوان ذخیره باقی ماندند تا در صورت نیاز فوری به کمک، به گروهان‌ها به‌پیوندند. گروه اصلی نیروی مهاجم عمدتاً متشکل از تفنگداران پیاده بود، اما حداقل چهار تانک و دو هلیکوپتر نیز در حمله شرکت داشتند. روبرت کوچاریان، رئیس‌جمهور آتی ارمنستان، نیز در میان کسانی بود که در تصرف شهر شرکت داشتند.
در شهر، فرمانده آذری «البروس اورجف» فرماندهی صدها نفر و تانک را بر عهده داشت. به علت نزدیکی نیروهای مهاجم، راکت اندازهای گراد در دفاع از شهر بی استفاده ماندند. نیروهای اورجف در ابتدا توانستند حملهٔ ارمنی‌ها که به صخره‌های شهر رسیده بودند دفع کنند. گروه‌های داوطلب چچنی به رهبری شامل باسایف به نیروهای اورجف کمک می‌کردند، و جزء آخرین کسانی بودند که شهر را ترک کردند.
در میانهٔ روز، جنگ شوشی به جنگی تمام عیار تبدیل شد، و هر دو طرف جنگ درگیرِ جنگی سهمگین در خیابان‌ها و در نزدیکی برج ارتباطاتی شدند. رویارویی مشهور بین دو طرف وقتی رخ داد که تانک تی ۷۲ ارمنی، در هنگام ورود به شوشی، با تانک آذری مواجه شد که از شمال شهر نزدیک می‌شد. بعد از تبادل آتش، تانک ارمنی، که سرنشین آن «گاگیگ آوشاریان» بود، توسط تانک رقیب منفجر شد. تانک آوشاریان مجهز به پوستهٔ قدیمی حرارتی بود که در مقابل گلوله‌های تانک آذری نامؤثر بود. دو تن از خدمهٔ تانک کشته شدند، اما آوشاریان جان به در برد. در عصرِ ۸ مه، نیروهای ارمنی سه راکت انداز گراد را نابود کردند و باقیماندهٔ توپخانه را به غنیمت گرفتند. بعد از چند ساعت، مدافعان شهر مجبور به عقبت نشینی به جنوبی‌ترین نقطهٔ شهر شدند.
در ۹ مه، نیروهای ارمنی کنترل کامل شوشی را در دست گرفتند. وقتی به کلیسای جامع شوشی، که در جنگ آسیب دیده بود، وارد شدند دریافتند که آذری‌ها آن را تبدیل به محلِ مهمات گراد کرده‌اند. اورجف، که توسط نیروهای مهاجم منصوب شده بود، به نیروهایش دستور عقب‌نشینی و ترک دژ شوشی را داد. تلفات دو طرف بیش از ۱۰۰ نفر تخمین زده شد.

## نقش نیروهای شبه نظامی در جنگ
نیروهای چچن، به رهبری شامل باسایف، یکی از گروه‌هایی بود که در جنگ شرکت کرد. به گفتهٔ آذر رستم اف، ژنرال آذری، در سال ۱۹۹۲ «در نبردها، هزاران داوطلب چچنی کمک‌های ارزشمندی به رهبری شامل باسایف و سلمان رادویف کردند». گفته می‌شود، باسایف یکی از آخرین مبارزینی بود که شهر شوشی را ترک کرد. به گفتهٔ گزارش‌های خبری روس‌ها، باسایف بعداً گفت که، او و گردانش تنها یکبار در قره باغ در جنگ علیه گردان داشناک شکست خوردند. او بعداً گفت که نیروهایش را به این دلیل از جنگ بیرون کشیده‌است که وجه ملی گرایانهٔ جنگ از وجه مذهبی آن پیشی گرفته بود. باسایف در طی جنگ آبخازیا (۱۹۹۳–۱۹۹۲) آموزش نظامی مستقیم از سرویس اطلاعات نظامی روسیه اداره اصلی اطلاعات گرفت، چون منطقهٔ آبخازیا تحت حمایت روسیه بود. دیگر چچنی‌ها نیز در جنگ توسط سرویس اطلاعات نظامی روسیه آموزش دیدند، بسیاری از این چچنی‌ها که برای روسیه در منطقهٔ آبخازیا علیه گرجستانی‌ها جنگیده بودند، در جنگ قره باغ کوهستانی برای آذربایجان علیه ارمنستان جنگیدند.